# Kristbergkirche

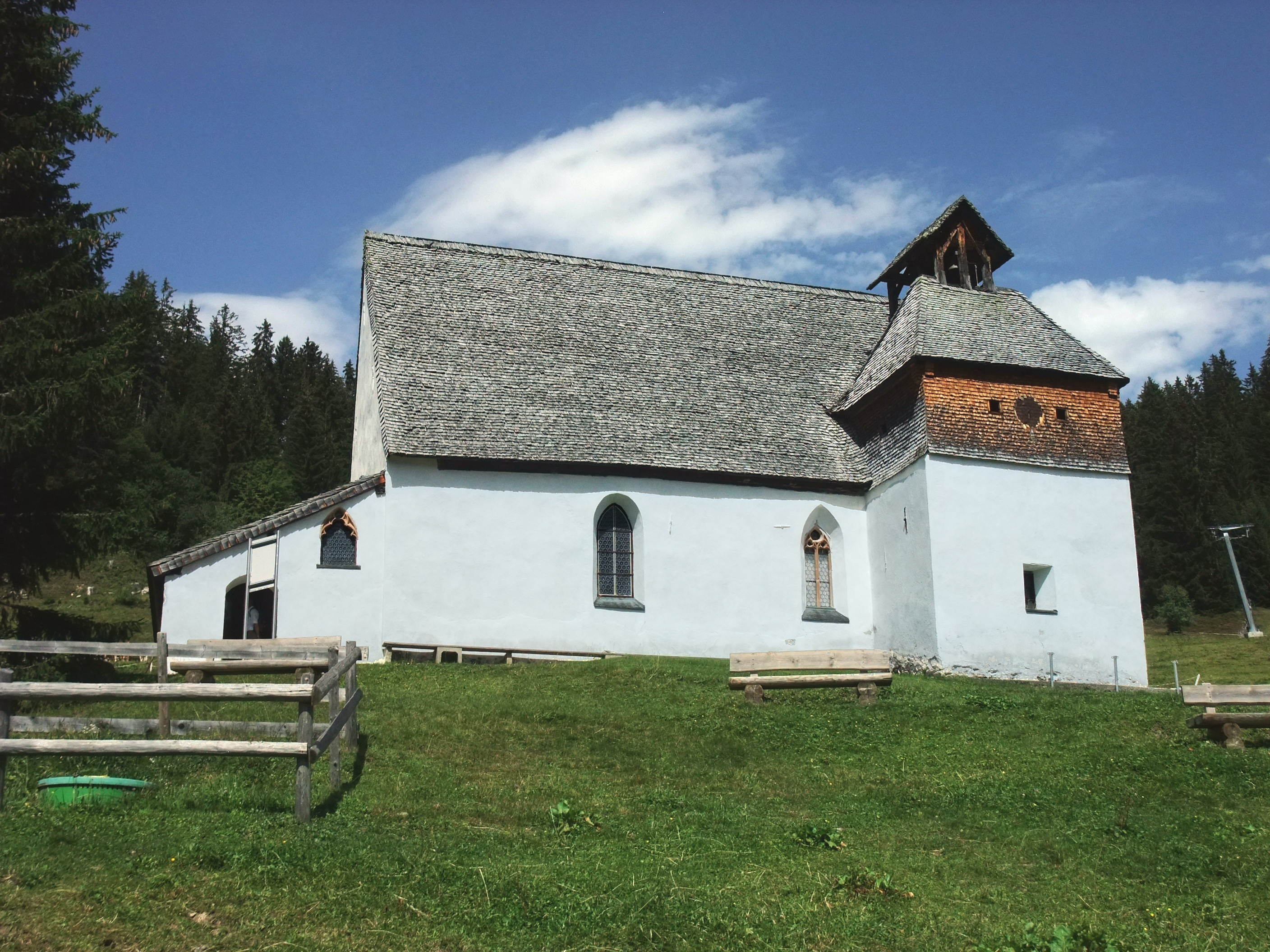
Kirstbergkirche bergwärts

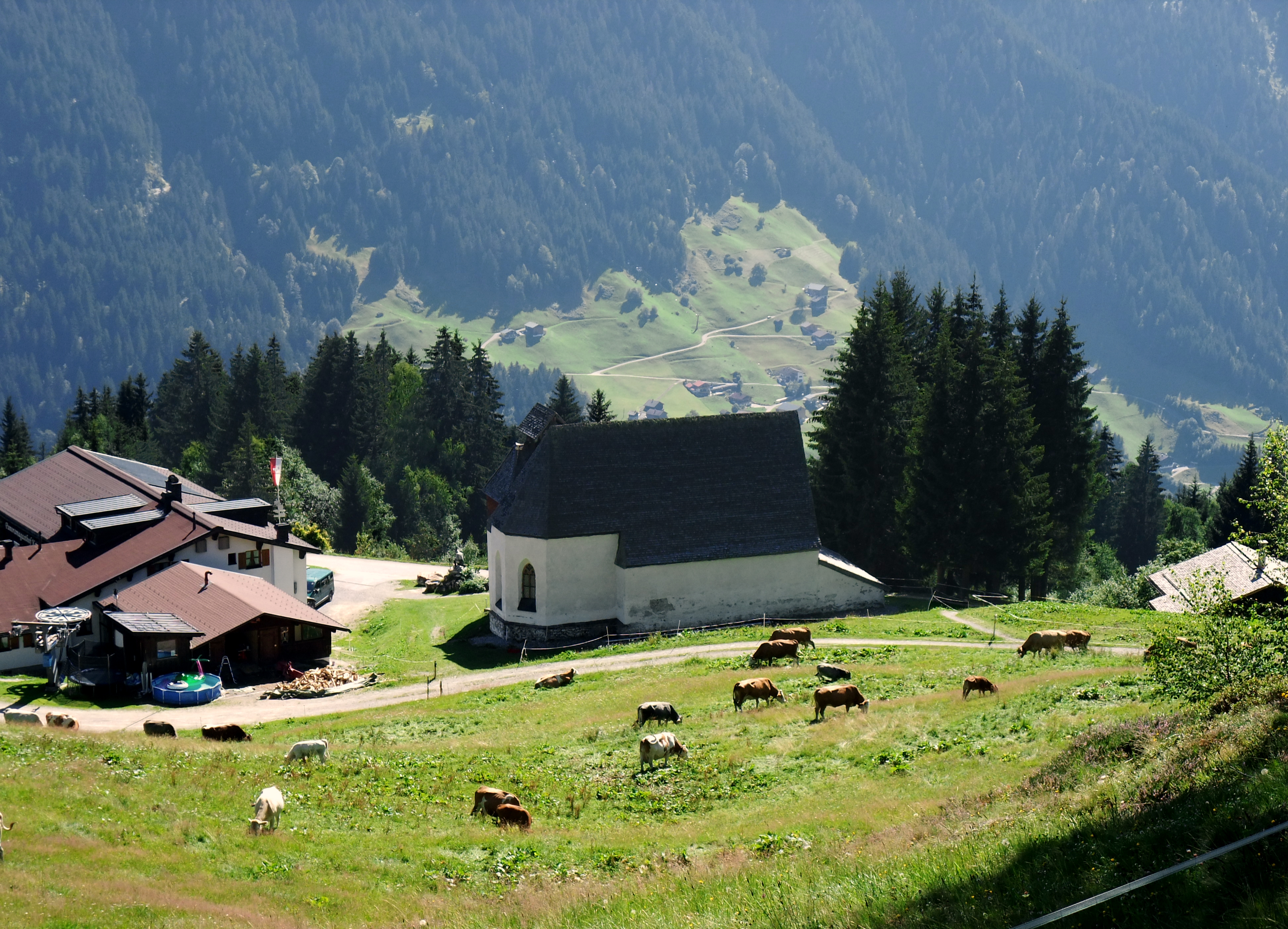
Kirstbergkirche talwärts

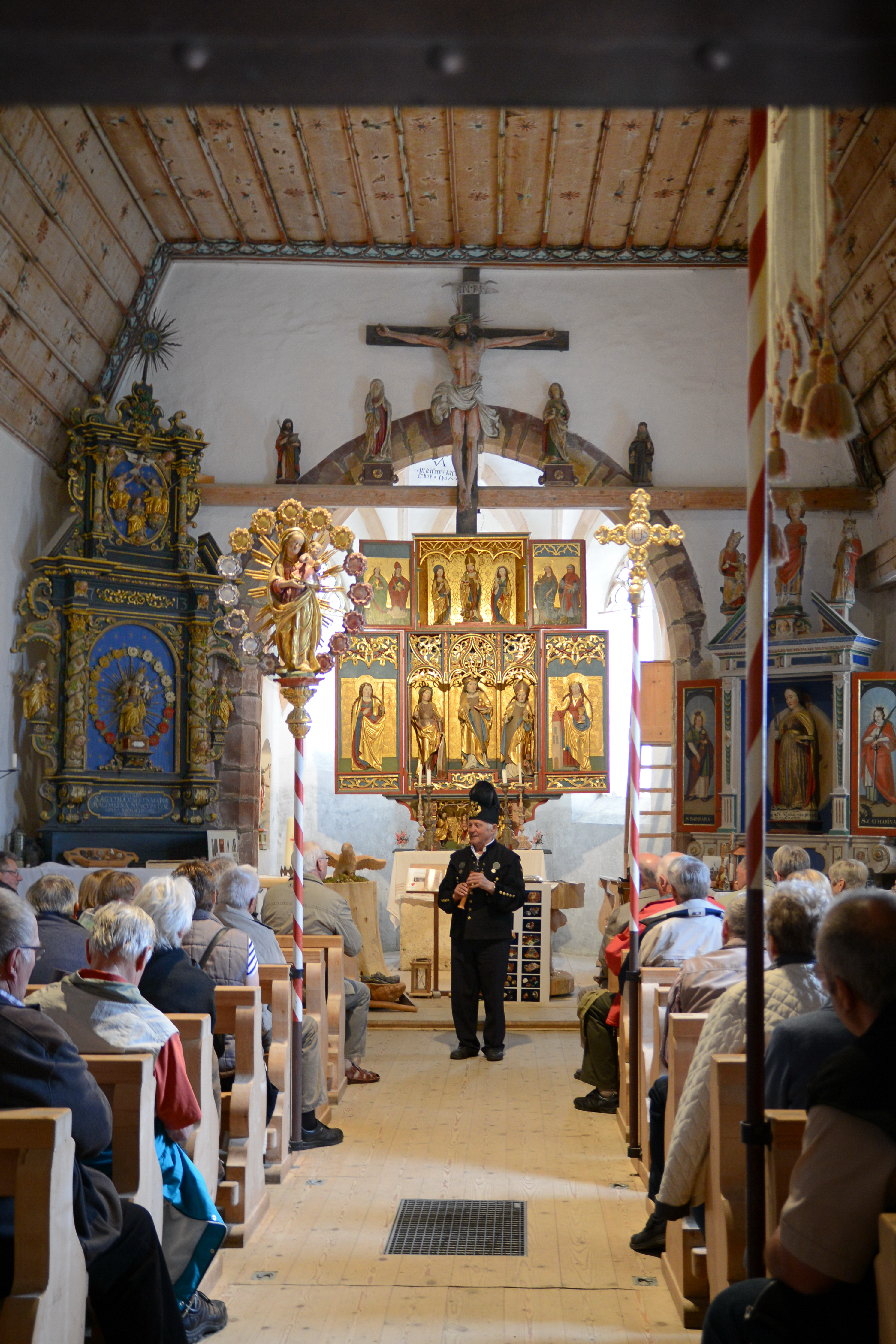
Langhaus zum Chor

Die Kristbergkirche St. Agatha ist eine spätgotische römisch-katholische Bergknappenkirche im Ortsteil Kristberg der Gemeinde Silbertal im Montafon.

## Geschichte
Von 1300 bis 1320 besiedelten Walser das Silbertal. Am Kristberg wurde wie in der ganzen Region Silbertal-Bartholomäberg wurde seit prähistorischer Zeit Bergbau betrieben, der im Hochmittelalter seine letzte Blüte erlebt.
Die Errichtung der Kirche wird um 1400 angenommen. Urkundlich wird die Kirche im Jahre 1450 erstmals genannt. Eine Legende beschreibt, dass die Errichtung der Kirche auf ein Gelübde von verschütteten Bergleuten bei Rettung zurückgeht. Der Überlieferung nach steht die Kirche direkt auf dem ehemaligen Stollenausgang des Stollenunglückes. Die Kirche steht auch am Saumweg von Silbertal über den Kristbergsattel nach Dalaas im Klostertal. Im Jahre 1840 wurde eine Straße von Silbertal nach Schruns errichtet, womit der Saumweg über den Kristbergsattel seine wirtschaftliche Bedeutung verlor.
Ein Joss (Jodok) Erhard lebte in einer Klause am Kristberg, ähnlich dem Bruder Klaus von der Flüe. Er gründete im Jahre 1493, am Montag nach dem Dreifaltigkeitssonntag, mit Männern und Frauen des Montafons eine Dreifaltigkeits-Bruderschaft, welche anfangs vom Pfarrer Jodok Greber vom Silberberg (gemeint ist damit der heutige Ort Silbertal) und dem Pfarrer Johann Spitzennagel von St. Gallenkirch bestätigt wurde, und am 21. November 1500 vom Bischof Heinrich von Chur bestätigt wurde.

## Agathakirche
Die Bergknappenkapelle ist der hl. Agatha von Catania, der Schutzheiligen der Feinschmiede und Glockengießer, in Bezug auf den Kupfer- und Silberbau, geweiht.
Im Jahre 1507 wurde die Kirche unter dem Baumeister Kasper Schop aus Bludenz umgestaltet und vergrößert. Es wird angenommen, dass dem bestehenden Langhaus mit Rundbogenportal westseitig eine Vorhalle vorgestellt wurde, als Schutz des Einganges vor Wind und Wetter. Das Langhaus hat nur südseitig zwei Fenster. Die Holztäfeldecke im Langhaus ist mit einem Mittelfeld flach und hat beidseitig eine Steilfläche. Ornamentbänder zeigen auf blauem Grund Tierkreiszeichen. Im Osten wurde ein rippengewölbter Chor beigefügt. Eine Gewölbekappe zeigt das montafoner Wappen, die gekreuzten päpstlichen Schlüssel. Angeblich haben die Silbertaler den später irregulären Papst Johannes XXIII., als er von Rom nach Konstanz reiste, über den Kristberg getragen, weil dieser nicht durch Braz reisen wollte, da dort die Pest war. Die Verbindung zum Langhaus bildet ein gotischer Spitzbogen aus rotem Sandstein. Südseitig am Chor steht eine mit massivem Mauerwerk errichtete Sakristei, die dem bergseitigen Chor zusätzlichen Halt gibt und oben mit einem offenen Glockenstuhl mit drei Glocken abschließt. Beidseitig des Portals sind zwei Holzsäulen, in welche Haus- und Werkzeugzeichen eingeschnitzt sind, die im Gebrauch waren, als wenige die Schrift kannten und die Höfe auch noch keine Hausnummern hatten. Bei der Restaurierung 1979/80 wurde im Fußboden ein Brett mit Hauszeichen und einem Lageplan von Stollen im Umkreis der Kirche gefunden.
Der gotische Hochaltar als Flügelaltar ist gedoppelt. Der untere Teil aus dem Jahre 1477 stammt aus der Nikolauskirche im Tale, der obere Teil ist aus 1470. Unten sind die Figuren des hl. Nikolaus, links hl. Mauritius, rechts hl. Theodul mit dem glockentragenden Teufel. Oben mittig wieder der hl. Theodul, seitig die hl. Agatha und die hl. Magdalena. Die Seitenflügel zeigen wiederum die Heiligen als Bilder, auf der Rückwand des Altares ist ein Bild des Jüngsten Gerichtes. Der Altar stand einst frei, und das Bild des Jüngsten Gerichtes diente der Andacht und der Vorbereitung auf die Beichte.
Der linke Seitenaltar als Flügelaltar im Renaissancestil aus 1633 trägt eine Figur der hl. Agatha und gemalte Flügelbilder der hl. Katharina, der hl. Barbara und drei Aufsatzfiguren. Der rechte Seitenaltar besteht aus zwei übereinander gedoppelten Flügelaltären und trägt die Figuren hl. Nikolaus, hl. Theodul, in der Predella Anbetung der Heiligen Drei Könige und in den Flügelinnenseiten Reliefs hl. Agatha, hl. Barbara.
Das Geläute besteht aus drei Glocken. Die erste Glocke hat keine Signatur und keine Jahresangabe und wird dem 14. Jahrhundert zugeordnet. Die zweite Glocke goss 1687 Gabriel II. Felix in Feldkirch. Die dritte Glocke stiftete Martin Brugger und wurde 1965 von der Glockengießerei Grassmayr in Innsbruck gegossen.